# Ай-Пулунъях
Ай-Пулунъях (устар. Ай-Пулун-Ях) — река в России, протекает по Сургутскому району Ханты-Мансийского АО. Устье реки находится в 20 км по правому берегу реки Пулунъях. Длина реки составляет 24 км.

## Данные водного реестра
По данным государственного водного реестра России относится к Верхнеобскому бассейновому округу, водохозяйственный участок реки — Обь от города Нефтеюганск до впадения реки Иртыш, речной подбассейн реки — Обь ниже Ваха до впадения Иртыша. Речной бассейн реки — (Верхняя) Обь до впадения Иртыша.
Код объекта в государственном водном реестре — 13011100212115200047864.